# Amerigo Seghieri
Amerigo Seghieri (Montecarlo in Valdinievole, 29 agosto 1831 – Pescia, 11 febbraio 1893) è stato uno scacchista italiano.

## Biografia
Laureato in lettere, fu anche magistrato e procuratore del Re in varie città. Nel 1875 fondò, insieme a Emilio Orsini conosciuto a Livorno durante la sua professione di procuratore del Re, la Nuova Rivista degli Scacchi che diresse insieme a Orsini per un anno.
Continuò a collaborare alla rivista con articoli teorici e di erudizione.
Nel 1880 diede alle stampe la Guida elementare per apprendere il giuoco degli scacchi, di cui uscì una seconda edizione nel 1889.
Per l'editore Hoepli preparò il Giuoco degli Scacchi (1892), un libro di cui uscirono diverse edizioni col suo nome fino al 1915.